# Boyle, Alberta
Boyle är en ort i Kanada.   Den ligger i provinsen Alberta, i den centrala delen av landet, 2 800 km väster om huvudstaden Ottawa. Boyle ligger 635 meter över havet och antalet invånare är 916.
Terrängen runt Boyle är platt. Trakten runt Boyle är nära nog obefolkad, med mindre än två invånare per kvadratkilometer.. Boyle är det största samhället i trakten. 
I omgivningarna runt Boyle växer i huvudsak blandskog.